# لجنة تنظيم البريد
لجنة تنظيم البريد بالولايات المتحدة التي كانت تسمى سابقًا لجنة تسعير البريد، هي وكالة تنظيمية مستقلة أنشأها قانون إعادة تنظيم البريد لعام 1970. مثل الخدمة البريدية، تم تعريفها في القانون على أنها مؤسسة مستقلة للسلطة التنفيذية.

## روابط خارجية
- الموقع الرسمي
- Pub. L. قانون المساءلة البريدية وتعزيزها لعام 2006
- هيئة تنظيم البريد في السجل الفيدرالي